# Forever (альбом Puff Daddy)
Forever — второй студийный альбом американского рэпера Puff Daddy, выпущенный 24 августа 1999 года на лейбле Bad Boy Records.
Альбом в основном был спродюсирован Sean «Puffy» Combs и командой продюсеров лейбла Bad Boy Records, The Hitmen (Mario Winans, Ron «Amen-Ra» Lawrence, Daven «Prestige» Vanderpool, J Dub, Carlos «Six July» Broady, Nashiem Myrick, Deric «D-Dot» Angelettie), а также Zach White, Anthony Dent и Harve «Joe Hooker» Pierre. В записи альбома приняли участие рэперы Lil' Kim, Jay-Z, Twista, Redman, Bizzy Bone, Mark Curry, G-Dep, Busta Rhymes, Sauce Money, Shyne, The Notorious B.I.G., Beanie Sigel, The Madd Rapper и Hurricane G, а также R&B-исполнители Kelly Price, R. Kelly, Carl Thomas, Cee-Lo, Joe Hooker и Mario Winans.
Forever имел значительный коммерческий успех, дебютировав под номером два в чарте Billboard 200 и под номером 87 в чарте Top R&B/Hip Hop Albums, но уже через неделю занял первое место. По данным Soundscan, за первую неделю было продано 205 тысяч копий альбома. Альбом был сертифицирован RIAA как «платиновый» 24 сентября 1999 года.
Четыре сингла из альбома попали в чарты американского журнала Billboard: «P.E. 2000», «Satisfy You», «Best Friend» и «Do You Like It… Do You Want It…». Все синглы, за исключением последнего, также стали успешными в чарте UK Singles Chart в Великобритании. «Satisfy You» был сертифицирован RIAA как «золотой» 9 ноября 1999 года, а в 2000 году был номинирован на премию «Грэмми» за лучшее рэп-исполнение дуэтом или группой на 42-й церемонии вручения премий «Грэмми».

## Предыстория
Это был первый альбом Puff Daddy, выпущенный только под именем «Puff Daddy», поскольку его дебютный альбом был выпущен под именем «Puff Daddy & The Bad Boy Family».
Спустя почти два года после того, как Комбс выпустил свой первый альбом, No Way Out, который дебютировал под номером один в чарте US Billboard 200 и выиграл премию «Грэмми» за лучший рэп-альбом в феврале 1998 года, Комбс (под именем «Puff Daddy») также был номинирован на премию «Грэмми» лучшему новому исполнителю, которую он проиграл. Он также сотрудничал с Джимми Пейджем Led Zeppelin для сингла «Come with Me» для фильма 1998 года Годзилла. Песня семплировала «Kashmir» Led Zeppelin и достигла 2 места в чарте UK Singles Chart в Великобритании, в то же время остановившись на 4 месте в чарте US Billboard Hot 100. Он также был обязан сниматься в роли Вилли Бимена в фильме Каждое воскресенье, однако роль досталась Джейми Фоксу. Летом 1998 года началась запись альбома Комбса, а его выход был запланирован на следующий год.

## Приём критиков
| Оценки критиков      | Оценки критиков |
| Источник             | Оценка          |
| -------------------- | --------------- |
| AllMusic             | [ 12 ]          |
| Entertainment Weekly | B−              |
| Los Angeles Times    | [ 14 ]          |
| Robert Christgau     | C+              |
| Rolling Stone        | неблагоприятный |
| USA Today            | [ 17 ]          |

Forever был в целом благоприятным для смешанных рецензий большинства музыкальных критиков, направленных на интенсивное использование семплирования в песнях Комбса, а также на коммерческое изменение хип-хоп музыки одновременно, что вызывало споры в то время. В 2006 году журнал Q включил Forever в свой список 50 худших альбомов всех времён.
Кит Фарли из AllMusic дал альбому три звезды из пяти, указав на все плюсы и минусы альбома.

Это никогда не было большим соревнованием, но с его вторым сольным альбомом Puff Daddy сохраняет свою корону как самое большое эго в хип-хопе, если не в популярной музыке. Это высокомерие, которое проявляется в более чем 20 фотографиях, включенных в буклет альбома (все с разными позами и нарядами), и в начальном треке - «Forever (Intro)» - который обновляет слушателей всеми противными деталями личной жизни Паффи. Со всем этим эго, напыщенным вокруг, значительные таланты в продакшене Паффи последовательно недооценивались. По правде говоря, он был одним из лучших хип-хоп продюсеров 90-х годов, создателем бесчисленных великолепных песен для вечеринок, сильных и достаточно креативных для их кроссоверного потенциала. Хотя большинство треков на Forever являются сопродюсированными с молодыми лейтенантами из его организации Bad Boy, продакшн Паффи бросается в глаза. И он преуменьшил семплирование очевидных поп-хитов для основного грува своих песен, возможно, в ответ на постоянную критику поклонников хип-хопа. Паффи также лучший рэпер, чем он был раньше, почти до уровня присутствующих здесь суперзвёзд MC. Здесь нет таких треков, как хиты на No Way Out («It’s All About the Benjamins», «Been Around the World»), и балладный трек «Best Friend», который семплирует песню Кристофера Кросса «Sailing», является хромой перефразировкой дани Бигги «I’ll Be Missing You». Последний трек (и первый сингл), семплирует песню Public Enemy «P.E. 2000», является удачной метафорой для второго альбома Puff Daddy; это хороший продакшн, не столь захватывающий, как следовало бы, основанный на мышлении, которое использует хип-хоп в качестве лестницы для достижения успеха и богатства.

Том Синклер из Entertainment Weekly оценил альбом на «B−», добавив: «Puff Daddy хочет, чтобы вы почувствовали его боль. Он всё ещё оплакивает своего покойного приятеля, The Notorious B.I.G. Он чувствует себя плохо из-за избиения в этом глупом недоразумении относительно видео с Nas. И он не может понять, почему все эти ненавистники так недовольны его успехом. Forever — альбом, наполненный разговорами об оружии, насилии и возмездии… Puff Daddy решил рассказать нам о своих проблемах на Forever, 70-минутном опусе, полном мании величия, паранойи и комично-эгоцентрического мировоззрения. Альбом начинается с упоминания смерти B.I.G. и предполагаемого насильственного действия Паффи, после чего следует странная молитва: „В своём бедственном положении я молился Господу… Хотя враждебные народы окружали меня, я уничтожил их всех… Господи, прости их, потому что они не знают, что они делают“. Но не тратьте слишком много времени на жалость к кошке. Forever, вероятно, будет чудовищем: это самый современный хип-хоп, нутро пробивающие басы, клавишные в стиле „привидение-шоу“ и скорострельные словесные бомбы — такие вещи жаждет основная аудитория. С Богом якобы на его стороне, парень, вероятно, будет жить… вечно.».

## Коммерческий успех
Forever дебютировал под номером 2 в чарте Billboard 200, продав 205,343 экземпляров, уступая одноимённому альбому Кристины Агилеры с продажей 252,800 экземпляров за первую неделю. Альбом открыл верхнюю часть чарта Top R&B/Hip-Hop Albums. В Великобритании альбом занял девятое место в чарте UK Albums Chart. Альбом дебютировал под номером один в чарте UK R&B Chart. В Канаде альбом дебютировал под номером 4 в чарте канадских альбомов, став самым высоким чартовым альбомом Комбса в стране. По состоянию на 24 сентября 1999 года Forever был сертифицирован Ассоциацией звукозаписывающей индустрии Америки (RIAA) как «платиновый» за продажу 1 миллиона копий. На сегодняшний день альбом продан в количестве 1,4 миллионам копий по всему миру.

## Список композиций
| №                   | Название                                                                       | Автор(ы)                                                                                    | Продюсер(ы)                                                                       | Длительность |
| ------------------- | ------------------------------------------------------------------------------ | ------------------------------------------------------------------------------------------- | --------------------------------------------------------------------------------- | ------------ |
| 1.                  | «Forever (Intro)»                                                              | M. Winans Smith S. Combs S. Coe                                                             | Mario Winans, Sean «Puffy» Combs                                                  | 1:51         |
| 2.                  | «What You Want» (featuring Lil' Kim)                                           | R. Greene S. Combs Z. White                                                                 | Zach White                                                                        | 4:30         |
| 3.                  | «I’ll Do This for You» (featuring Kelly Price)                                 | C. Driggs C. Hawkins A. Ledesma K. Price M. Winans R. Lawrence S. Combs                     | Ron «Amen-Ra» Lawrence, Mario Winans, Sean «Puffy» Combs                          | 5:00         |
| 4.                  | «Do You Like It…Do You Want It…» (featuring Jay-Z)                             | D. Vanderpool J. Smith S. Combs S. Carter                                                   | Daven «Prestige» Vanderpool, Sean «Puffy» Combs                                   | 3:54         |
| 5.                  | «Satisfy You» (featuring R. Kelly)                                             | D. Foster J. King J. Walker R. Kelly R. Greene S. Combs T. McElroy                          | J Dub, Sean «Puffy» Combs                                                         | 4:48         |
| 6.                  | «Is This The End (Part Two)» (featuring Twista)                                | A. Dent C. Mitchell J. Knight S. Combs                                                      | Dent, Sean «Puffy» Combs                                                          | 4:40         |
| 7.                  | «I Hear Voices» (featuring Carl Thomas)                                        | C. Broady M. Curry N. Myrick R. Kawasaki S. Combs                                           | Carlos «Six July» Broady, Nashiem Myrick, Sean «Puffy» Combs                      | 5:14         |
| 8.                  | «Fake Thugs Dedication» (featuring Redman)                                     | F. Byrd L. Moorer R. Noble S. Combs S. Carter                                               | Sean «Puffy» Combs, DJ Fafu (scratches)                                           | 3:14         |
| 9.                  | «Diddy Speaks! (Interlude)»                                                    | S. Combs                                                                                    | Sean «Puffy» Combs                                                                | 1:11         |
| 10.                 | «Angels With Dirty Faces» (featuring Bizzy Bone)                               | B. McCane E. Del-Barrio M. White R. Lawrence S. Combs V. White Z. Copeland                  | Ron «Amen-Ra» Lawrence                                                            | 4:10         |
| 11.                 | «Gangsta Shit» (featuring Lil' Kim and Mark Curry)                             | K. Jones M. Winans M. Curry S. Combs                                                        | Mario Winans, Sean «Puffy» Combs, DJ Kenyon «Fo-Five» Smith (scratches)           | 4:42         |
| 12.                 | «P.S. 112 (Interlude)»                                                         | A. Johnson H. Pierre                                                                        | Harve «Joe Hooker» Pierre, Sean «Puffy» Combs                                     | 0:59         |
| 13.                 | «Pain» (featuring G-Dep)                                                       | C. Broady L. McCann N. Myrick S. Combs T. Coleman                                           | Carlos «Six July» Broady, Nashiem Myrick, Sean «Puffy» Combs                      | 3:56         |
| 14.                 | «Reverse» (featuring Busta Rhymes, Cee-Lo, G-Dep, Redman, Sauce Money, Shyne)  | C. Broady J. Barrows N. Myrick N. Ashford S. Combs T. Burton T. Coleman T. Smith V. Simpson | Carlos «Six July» Broady, Nashiem Myrick                                          | 5:07         |
| 15.                 | «Real Niggas» (featuring Lil' Kim and The Notorious B.I.G.)                    | C. Wallace D. Angelettie K. Jones S. Combs                                                  | Deric «D-Dot» Angelettie                                                          | 4:01         |
| 16.                 | «Journey Through The Life» (featuring Beanie Sigel, Joe Hooker, Lil' Kim, Nas) | C. Broady D. Grant H. Pierre N. Myrick N. Jones S. Combs                                    | Carlos «Six July» Broady, Nashiem Myrick, Sean «Puffy» Combs, DJ Fafu (scratches) | 4:55         |
| 17.                 | «Best Friend» (featuring Mario Winans)                                         | C. Cross M. Winans S. Combs                                                                 | Mario Winans, Sean «Puffy» Combs                                                  | 5:32         |
| 18.                 | «Mad Rapper (Interlude)»                                                       | D. Angelettie                                                                               | Deric «D-Dot» Angelettie                                                          | 1:14         |
| 19.                 | «P.E. 2000» (featuring Hurricane G)                                            | C. Ridenhour H. Shocklee M. Curry R. Greene S. Combs                                        | Sean «Puffy» Combs, DJ Fafu (scratches)                                           | 4:55         |
| Общая длительность: | Общая длительность:                                                            | Общая длительность:                                                                         | Общая длительность:                                                               | 73:49        |

Примечания
- «Forever» содержит некредитованный вокал от Jennifer Lopez.
- «I’ll Do This for You» содержит некредитованный вокал от Mase.
- «Satisfy You» содержит дополнительный вокал от Kelly Price.
- «Pain» содержит некредитованный бэк-вокал от Mary J. Blige и Missy Elliott.
- «Madd Rapper (Interlude)» содержит вокал от The Madd Rapper.

Семплы
| - «I’ll Do This for You» - «Get off» — Foxy - «Do You Like It…Do You Want It» - «Action» — Orange Krush - «Wanna Get Paid» — LL Cool J and The Lost Boyz - «Satisfy You» - «I Got 5 On It» — Luniz - «Sexual Healing» — Марвин Гэй - «Why You Treat Me So Bad» — Club Nouveau - «I Hear Voices» - «Bamboo Child» — Ryo Kawasaki - «Fake Thugs Dedication» - «Paper Thin» — MC Lyte | - «Angels with Dirty Faces» - «Fantasy» — Earth, Wind & Fire - «Pain» - «Benjamin» — Les McCann - «Children‘s Story» — Slick Rick - «Journey Through the Life» - «For the Good Times» — Эл Грин - «Shining Star» — Earth, Wind & Fire - «Best Friend» - «Sailing» — Кристофер Кросс - «Real Niggas» - «Real Niggaz» — The Notorious B.I.G. - «P.E. 2000» - «Public Enemy #1» — Public Enemy |

## Чарты

### Еженедельные чарты
| Чарт (1999–2000)                       | Высшая позиция |
| -------------------------------------- | -------------- |
| США (Billboard 200)                    | 2              |
| США (Billboard Top R&B/Hip-Hop Albums) | 1              |
| Австралия (ARIA)                       | 17             |
| Австрия (Ö3 Austria)                   | 19             |
| Бельгия/Фландрия (Ultratop)            | 31             |
| Великобритания (UK Albums Chart)       | 9              |
| Великобритания (UK R&B Chart) (OCC)    | 1              |
| Германия (Offizielle Top 100)          | 2              |
| Канада (Canadian Albums Chart)         | 4              |
| Нидерланды (Album Top 100)             | 26             |
| Финляндия (Suomen virallinen lista)    | 37             |
| Франция (SNEP)                         | 14             |
| Швеция (Sverigetopplistan)             | 40             |
| Швейцария (Schweizer Hitparade)        | 7              |

### Итоговые годовые чарты (альбом)
| Чарт (1999)                    | Позиция |
| ------------------------------ | ------- |
| Billboard 200                  | 92      |
| Top R&B Albums (Billboard)     | 51      |
| Германия (German Albums Chart) | 64      |

### Синглы
| 1999 | «P.E. 2000» (feat. Hurricane G)                 | 13 | –  | 34 | 6 |
| 1999 | «Do You Like It… Do You Want It…» (feat. Jay-Z) | –  | –  | 67 | – |
| 1999 | «Satisfy You» (feat. R. Kelly)                  | 8  | 2  | 1  | 1 |
| 2000 | «Best Friend» (feat. Mario Winans)              | 24 | 59 | 54 | 4 |

### Итоговые годовые чарты (синглы)
| Год  | Песня                          | Позиции в чартах            | Позиции в чартах            | Позиции в чартах            |
| Год  | Песня                          | Hot 100 Singles (Billboard) | Hot R&B Singles (Billboard) | Hot Rap Singles (Billboard) |
| ---- | ------------------------------ | --------------------------- | --------------------------- | --------------------------- |
| 1999 | «Satisfy You» (feat. R. Kelly) | 95                          | 59                          | 11                          |

## Сертификации

### Альбом
| Регион                                                      | Сертификация | Продажи    |
| ----------------------------------------------------------- | ------------ | ---------- |
| Великобритания (BPI)                                        | Золотой      | 100 000^   |
| США (RIAA)                                                  | Платиновый   | 1 000 000^ |
| ^ Данные о тиражах приведены только на основе сертификации. |              |            |

### Синглы
| Регион                                                      | Сертификация | Продажи  |
| ----------------------------------------------------------- | ------------ | -------- |
| Великобритания (BPI) · «Satisfy You»                        | Серебряный   | 200 000^ |
| Германия (BVMI) · «Satisfy You»                             | Золотой      | 250 000^ |
| США (RIAA) · «Satisfy You»                                  | Золотой      | 500,000^ |
| ^ Данные о тиражах приведены только на основе сертификации. |              |          |

## Награды и номинации
За альбом Forever Puff Daddy был номинирован в категории «Лучший хип-хоп исполнитель» на церемонии MTV Europe Music Awards в 1999 году. Сингл из альбома, «Satisfy You», был номинирован на премию «Грэмми» за лучшее рэп-исполнение дуэтом или группой на 42-й церемонии вручения премий «Грэмми» в 2000 году.
| Награда | Год  | Номинированная работа              | Категория                                | Результат |
| --- | ---- | ---------------------------------- | ---------------------------------------- | --------- |
| MTV Europe Music Awards                                                                                                | 1999 | Puff Daddy                         | Лучший хип-хоп исполнитель               | Номинация |
| Grammy Awards Архивная копия от 20 декабря 2007 на Wayback Machine Архивная копия от 30 апреля 2019 на Wayback Machine | 2000 | «Satisfy You» (featuring R. Kelly) | Лучшее рэп-исполнение дуэтом или группой | Номинация |